# Marsilly, Moselle
Marsilly là một xã trong vùng Grand Est, thuộc tỉnh Moselle, quận Metz-Campagne, tổng Pange. Tọa độ địa lý của xã là 49° 06' vĩ độ bắc, 06° 17' kinh độ đông. Marsilly nằm trên độ cao trung bình là 245 mét trên mực nước biển, có điểm thấp nhất là 234 mét và điểm cao nhất là 269 mét. Xã có diện tích 3,22 km², dân số vào thời điểm 1999 là 397 người; mật độ dân số là 123 người/km². Marsilly nằm về phía đông của Metz.

## Thông tin nhân khẩu
| 1962 | 1968 | 1975 | 1982 | 1990 | 1999 |
| ---- | ---- | ---- | ---- | ---- | ---- |
| 26   | 39   | 65   | 193  | 283  | 397  |